# Municipio de Troy (condado de Fountain)
El municipio de Troy (en inglés: Troy Township) es un municipio ubicado en el condado de Fountain en el estado estadounidense de Indiana. En el año 2010 tenía una población de 3711 habitantes y una densidad poblacional de 32,24 personas por km².

## Geografía
El municipio de Troy se encuentra ubicado en las coordenadas 40°9′30″N 87°21′3″O / 40.15833, -87.35083. Según la Oficina del Censo de los Estados Unidos, el municipio tiene una superficie total de 115.1 km², de la cual 113,59 km² corresponden a tierra firme y (1,31 %) 1,5 km² es agua.

## Demografía
Según el censo de 2010, había 3711 personas residiendo en el municipio de Troy. La densidad de población era de 32,24 hab./km². De los 3711 habitantes, el municipio de Troy estaba compuesto por el 97,74 % blancos, el 0,19 % eran afroamericanos, el 0,32 % eran amerindios, el 0,3 % eran asiáticos, el 0,54 % eran de otras razas y el 0,92 % eran de una mezcla de razas. Del total de la población el 1,24 % eran hispanos o latinos de cualquier raza.